# It's Only Love Doing Its Thing
It's Only Love Doing Its Thing è un brano musicale del cantante statunitense Barry White, quinta traccia dell'album The Man, pubblicato nel 1978.
Il brano è diventato popolare dieci anni dopo, quando il gruppo musicale britannico Simply Red ne incise una cover, con il titolo abbreviato It's Only Love, come primo singolo estratto dall'album A New Flame nel 1989. Raggiunse i vertici della classifica in Italia, diventando uno dei brani più richiesti e famosi dei Simply Red, tanto da dare il nome all'omonima raccolta del 2000.
Il brano appare, nella versione originale di Barry White, come parte della colonna sonora del videogioco Grand Theft Auto IV. Il rapper 50 Cent ha campionato il riff della canzone per il singolo 21 Questions del 2003.

## Tracce
7" Single
1. It's Only Love – 4:02
2. Turn It Up – 4:35

CD-Maxi
1. It's Only Love – 4:02
2. Turn It Up – 4:35
3. X – 4:52
4. The Right Thing – 4:14

## Classifiche
| Classifica (1989)                | Posizione massima |
| -------------------------------- | ----------------- |
| Australia                        | 31                |
| Belgio (Fiandre)                 | 11                |
| Francia                          | 24                |
| Germania                         | 21                |
| Irlanda                          | 7                 |
| Italia                           | 4                 |
| Nuova Zelanda                    | 31                |
| Paesi Bassi                      | 10                |
| Regno Unito                      | 13                |
| Spagna                           | 8                 |
| Stati Uniti                      | 57                |
| Stati Uniti (adult contemporary) | 19                |
| Stati Uniti (R&B)                | 21                |
| Svizzera                         | 12                |